# Брайан Ґрейґ
Бра́йан Е́ндрю Ґрейґ (англ. Brian Andrew Greig; нар.22 лютого 1966, Фрімантл, Західна Австралія) — австралійський політик, сенатор від штату Західна Австралія (1999 —2005), член партії Австралійські демократи.

## Життєпис
Брайан Ґрейґ народився 22 лютого 1966 року в місті Фрімантл, Західна Австралія. Коли йому виповнилося чотири роки, його сім'я переїхала до невеликого рибальського містечка Ланцелін. Там він закінчив початкову школу, а потім перейшов у середню школу Перта. Вищу освіту Брайан Ґрейґ отримав в університеті Мердока (англ. Murdoch University).
Протягом 1990-их років Брайан Ґрейґ працював на декількох політиків із Лейбористської партії, але потім перейшов до партії Австралійські демократи. На виборах до Сенату у жовтні 1998 року його було вибрано від штату Західна Австралія. Ґрейґ був сенатором з 1 липня 1999 по 30 червня 2005. На виборах у жовтні 2004 року його не було перевибрано, і він відійшов від політики.
13 червня 2011 року його було нагороджено медаллю ордену Австралії (OAM) за заслуги у відстоюванні соціальної справедливості для геїв та лесбійок.
У липні 2012 року, Брайан Ґрейґ був обраний президентом партії «Австралійські демократи», після національного голосуванням членів партії. Тим не менш, Брайан Ґрейґ подав у відставку три з половиною тижні після свого обрання. Виконавчий президент та секретар партії повідомили, що відставка відбулась через серйозні тертя в середині партії.  